# Johnny Villarroel Fernández
Johnny Robert Villarroel Fernández (Cochabamba, 11 oktober 1968) is een voormalig Boliviaans voetballer, die speelde als middenvelder. Hij kwam onder meer uit voor Club Jorge Wilstermann en speelde twaalf interlands (drie doelpunten) voor Bolivia in de periode 1993-1995. Zijn bijnaam was El Chango.
Onder leiding van bondscoach Xabier Azkargorta maakte Villarroel zijn debuut op 29 januari 1993 in de vriendschappelijke thuiswedstrijd tegen Honduras, die eindigde in een 3-1 overwinning voor Bolivia door treffers van Gustavo Quinteros en debutant Villarroel (2). Ook Marco Sandy, Dario Rojas, José María Romero en Gustavo Quinteros maakten in die wedstrijd hun debuut voor Bolivia. Villarroel nam met zijn vaderland deel aan de strijd om de Copa América 1993 in Ecuador.